# Kendall Coyne Schofield
Pour les articles homonymes, voir Coyne.
Kendall Coyne Schofield, Kendall Coyne de son nom de jeune fille, (née le 25 mai 1992 à Oak Lawn dans l'État de l'Illinois) est une joueuse américaine de hockey sur glace évoluant dans la ligue élite féminine en tant qu'ailier gauche. Elle a remporté deux titres olympiques, une médaille d'argent aux Jeux olympiques de Sotchi en 2014 et une médaille d'or aux Jeux olympiques de Pyeongchang en 2018. Elle a également représenté les États-Unis dans huit championnats du monde, remportant six médailles d'or et deux médailles d'argent.
Elle a également remporté le Trophée Patty Kazmaier en 2016 et la coupe Isobel avec les Whitecaps du Minnesota pour la saison 2018-2019.

## Biographie

### Jeunesse
De 2006 à 2010, Kendall Coyne fréquente le lycée Sandburg à Chicago, ainsi que l'école Loomis Chaffee. Elle joue alors pour l'équipe junior des Mission de Chicago , disputant ses matchs dans la Tier 1 Elite Hockey League (ligue élite du championnat amateur lycéen américain). Lors de la saison 2009-2010, Coyne inscrit 53 buts et 34 assistances en 46 matchs. Elle participe au total à trois saisons avec les Missions, enregistrant un total de 254 points en 157 matchs. De plus, l'équipe joue deux championnats nationaux durant ces années, remportant un titre.

### Ligue universitaire
Le 28 avril 2011, il est annoncé que Coyne s'inscrit au programme de l'université du Nord-Est afin d'entrer dans l'équipe des Huskies de Northeastern,. Elle y passera 5 années, portant le titre de capitaine les deux dernières saisons. Elle remporte le trophée Trophée Patty Kazmaier lors de sa dernière année, titre récompensant la meilleure hockeyeuse universitaire des États-Unis.

### LNHF
Elle est sélectionnée lors du repêchage d'entrée 2015 de la Ligue nationale de hockey féminin (LNHF) en troisième position au total par les Pride de Boston. En juillet 2016, elle signe avec l'équipe à l'époque indépendante des Whitecaps du Minnesota. Pour la saison 2018-2019, Coyne re-signe avec l'équipe qui est intégrée à la LNHF et remporte la Coupe Isobel,.

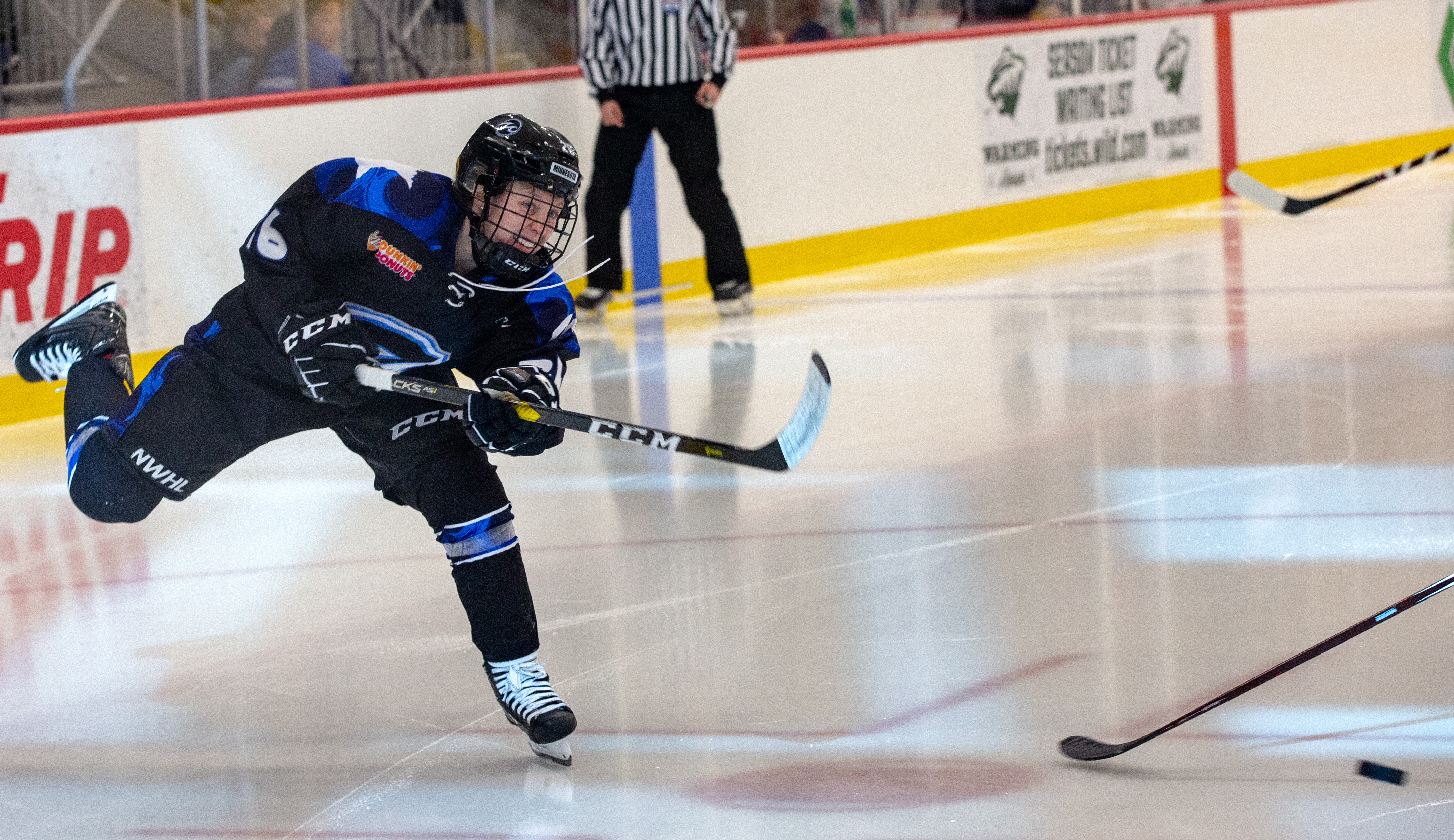
Kendall Coyne pendant la saison 2018-2019, avec l'uniforme des Whitecaps du Minnesota.

Le 11 juillet 2018, elle devient la première femme a jouer dans la ligue professionnelle de Chicago (Chicago Pro Hockey League), réunissant 80 joueurs professionnels et 80 joueurs amateurs.
La même saison 2018-2019, elle est invitée à participer au 64e match des étoiles de la Ligue nationale de hockey pour réaliser la démonstration de l'épreuve du patineur le plus rapide. Cependant, à la suite du désistement de dernière minute de Nathan MacKinnon, Coyne a pu participer officiellement à l'épreuve, une première dans l'histoire de la LNH. Elle se classe septième sur huit joueurs.
Faisant partie des hockeyeuses boycottant la saison 2019-2020 à la suite de la fermeture de l'unique ligue canadienne, elle ne joue pas mais est sélectionnée par la NHL pour le 65e match des étoiles dans l'épreuve du match féminine élite 3 contre 3.

### Carrière d'entraîneur
Le 24 novembre 2020, la NHL annonce l'embauche de Kendall Coyne par les Blackhawks de Chicago en tant que coach assistante pour l'évolution des joueurs. Elle est la première femme à occuper un poste d'entraineur dans l'histoire des Blackhawks. Elle travaille spécifiquement sur le développement des compétences des joueurs en LAH (IceHogs de Rockford), l'évaluation des potentiels prospects pour l'équipe et l'organisation de programmes jeunesse.

### En équipe nationale
Coyne participe à sa première compétition en 2008, lors des championnats du monde des moins de 18 ans, et remporte la médaille d'or avec l'équipe nationale des États-Unis.
Le 10 janvier 2009, à Füssen en Allemagne, Coyne inscrit le but gagnant en prolongation pour l'équipe nationale et permet ainsi de remporter une deuxième médaille d'or à l'occasion des championnats du monde des moins de 18 ans. En août suivant, elle est la plus jeune joueuse (à tout juste 17 ans) du Women's national festival organisé par la fédération USA Hockey au Minnesota. Cet événement sert de camps de sélection pour l'équipe sénior, qui constituera l’effectif allant aux Jeux olympiques de 2010 et Coyne est l'une des 41 joueuses invitées.
L'année suivante, elle inscrit un but en finale de la Coupe des 4 nations 2010, remportant une médaille d'or.
Le 28 janvier 2011, Coyne est annoncée dans l'effectif de l'équipe sénior des États-Unis et elle participe au championnat du monde 2011.
Par la suite, elle participe à cinq autres championnats du monde, de 2012 à 2017, ainsi qu'à deux jeux olympiques : Sochi en 2014 et PyeongChang en 2018.

### Vie personnelle
Kendall Coyne appartient à une fratrie de deux frères et une sœur, dont deux pratiquant le hockey : son frère ainé a joué au hockey sur glace en troisième échelon du championnat américain et est à présent un coach de développent au niveau élite. Sa sœur joue dans le championnat universitaire, pour la même équipe que Kendall auparavant, les Huskies de Northeastern.
En 2016, elle ressort diplômée en communication de l'université du Nord-Est.
Elle est mariée au joueur de football américain de la NFL Michael Schofield des Chargers de Los Angeles, depuis juillet 2018. Ils ont fréquenté le même lycée à Chicago mais pourtant ils ne se sont mis ensemble qu'à l'université, lorsqu'ils se sont rencontrés dans une salle de gym locale,.

## Statistiques

### En club
| Saison      | Équipe                  | Ligue       |     | Saison régulière | Saison régulière | Saison régulière | Saison régulière | Saison régulière |   | Séries éliminatoires | Séries éliminatoires | Séries éliminatoires | Séries éliminatoires | Séries éliminatoires |
| Saison      | Équipe                  | Ligue       | PJ  | B                | A                | Pts              | Pun              | PJ               | B | A                    | Pts                  | Pun                  |                      |                      |
| 2011-2012   | Huskies de Northeastern | NCAA        | 31  | 26               | 19               | 45               | 34               |                  |   |                      |                      |                      |                      |                      |
| 2012-2013   | Huskies de Northeastern | NCAA        | 34  | 37               | 31               | 68               | 26               |                  |   |                      |                      |                      |                      |                      |
| 2014-2015   | Huskies de Northeastern | NCAA        | 31  | 28               | 24               | 52               | 12               |                  |   |                      |                      |                      |                      |                      |
| 2015-2016   | Huskies de Northeastern | NCAA        | 37  | 50               | 34               | 84               | 24               |                  |   |                      |                      |                      |                      |                      |
| 2018-2019   | Whitecaps du Minnesota  | LNHF        | 13  | 7                | 7                | 14               | 4                | 2                | 0 | 2                    | 2                    | 2                    |                      |                      |
| Totaux NCAA | Totaux NCAA             | Totaux NCAA | 133 | 141              | 108              | 249              | 96               |                  |   |                      |                      |                      |                      |                      |
| Totaux LNHF | Totaux LNHF             | Totaux LNHF | 13  | 7                | 7                | 14               | 4                | 2                | 0 | 2                    | 2                    | 2                    |                      |                      |

### En équipe nationale
| Année | Équipe              | Compétition                      |   | PJ | B | A  | Pts | Pun               |  | Résultat |
| 2008  | États-Unis - 18 ans | Championnat du monde - de 18 ans | 5 | 4  | 2 | 6  | 4   | Médaille d'or     |  |          |
| 2009  | États-Unis - 18 ans | Championnat du monde - de 18 ans | 5 | 8  | 7 | 15 | 2   | Médaille d'or     |  |          |
| 2010  | États-Unis - 18 ans | Championnat du monde - de 18 ans | 5 | 10 | 2 | 12 | 2   | Médaille d'argent |  |          |
| 2011  | États-Unis          | Championnat du monde             | 5 | 4  | 2 | 6  | 0   | Médaille d'or     |  |          |
| 2012  | États-Unis          | Championnat du monde             | 5 | 4  | 5 | 9  | 0   | Médaille d'argent |  |          |
| 2013  | États-Unis          | Championnat du monde             | 5 | 1  | 4 | 5  | 2   | Médaille d'or     |  |          |
| 2014  | États-Unis          | Jeux olympiques                  | 5 | 2  | 4 | 6  | 2   | Médaille d'argent |  |          |
| 2015  | États-Unis          | Championnat du monde             | 5 | 3  | 4 | 7  | 0   | Médaille d'or     |  |          |
| 2016  | États-Unis          | Championnat du monde             | 5 | 1  | 2 | 3  | 4   | Médaille d'or     |  |          |
| 2017  | États-Unis          | Championnat du monde             | 5 | 5  | 7 | 12 | 0   | Médaille d'or     |  |          |
| 2018  | États-Unis          | Jeux olympiques                  | 5 | 2  | 1 | 3  | 2   | Médaille d'or     |  |          |
| 2019  | États-Unis          | Championnat du monde             | 7 | 5  | 4 | 9  | 2   | Médaille d'or     |  |          |
| 2021  | États-Unis          | Championnat du monde             | 7 | 2  | 3 | 5  | 0   | Médaille d'argent |  |          |

## Trophées et Honneurs personnels

### Ligue universitaire
- 2011 :
  - Recrue de la semaine de la division Hockey East (Semaines du 31 Oct. et du 28 Nov.)[27],[28],
  - Joueuse du mois de la division Hockey East (Novembre 2011)[29]
- 2012 :
  - Recrue de la semaine de la division Hockey East (Semaine du 23 Janv.)[30]
  - Joueuse du mois de la division Hockey East (Janvier 2012)[31]
  - Sélectionnée dans l'équipe seconde « All-America »[32]
- 2015 :
  - Sélectionnée dans l'équipe seconde « All-America »[33]
  - Sélectionnée dans l'équipe étoiles première de la division Hockey East[34]
- 2016 :
  - Remporte le trophée Patty Kazmaier[6]
- 2017 :
  - Remporte un Top 10 Award du championnat NCAA, récompensant 10 athlètes exceptionnels sortis de l'université l'année précédente[35],[36].

### En équipe nationale
- Étoile du match le 12 novembre 2011 contre la Finlande, lors de la Coupe des 4 nations[37].
- Étoile du match contre la Russie (match de ronde) puis contre l'Allemagne (demi-finale) lors du championnat du monde 2017.
- Nommée dans le Top 3 des joueuses américaines lors du championnat du monde 2017, dans l'équipe type des médias et meilleure pointeuse (12) et buteuse (5) du tournoi.
- Meilleure attaquante lors des championnats du monde 2019 et nommée dans l'équipe type des médias [38], [39] et dans le top 3 de son équipe.

### Ligue professionnelle de hockey féminin
- 2024 : participe au Match des étoiles de la LPHF